# Бялик Микола Іванович
Микола Іванович Бялик (нар. 24 травня 1952, с. Осламів, Віньковецький район, Хмельницька область — пом. 8 червня 2013) — голова правління ВАТ «Радсад» (з 03.1996); депутат Миколаївської обласної ради.
Першим серед жителів Миколаївської області отримав звання Героя України.

## Біографія
Закінчив Новоушицький технікум механізації сільського господарства (1971); Одеський сільськогосподарський інститут (1979—1984), вчений агроном.
1971 — майстер виробничого навчання Говорівського СПТУ Хмельницької області. З 1971 — служба в армії, з 1974 — старший інженер-технолог, завідувач майстерні з ремонту комбайнів Мирівського відділення «Сільгосптехніки» Кагарлицького району Київської області.
З 1975 — прийомоздавальник Смілянського районного відділення «Сільгосптехніки» Черкаської області З березня 1977 — заступник директора, з січня 1991 — директор радгоспу (КСП) «Радсад» Миколаївської області (селище Радісний Сад, Миколаївський район).
Помер 8 червня 2013 року після тривалої хвороби — хронічної ниркової недостатності. Похований на кладовищі селища Радісний Сад.

### Сім'я
Батько Іван Миколайович (1928—2004); мати Антоніна Василівна (1930—1973); дружина Олена Макарівна (1952) — економіст ВАТ «Радсад»; син Андрій (1975) — заступник голови правління ВАТ «Радсад»; син Павло (1987) — студент Київського Національного університету ім. Т. Г. Шевченка.

## Нагороди
- Звання Герой України з врученням ордена Держави (13 листопада 2001; знак ордена № 33) — за визначний особистий внесок в організацію та забезпечення одержання найвищих показників з виробництва сільськогосподарської продукції, розвиток соціальної сфери[5]
- Орден «За заслуги» III ст. (2 грудня 1998) — за сумлінну працю, вагомі досягнення в професійній діяльності[6]
- Медаль «За ефективне управління» (02.2004). Почесна орден. відзнака «Суспільне визнання» III ст. (10.2003). Диплом Міжнародної академії рейтингу популярності і якості «Золота фортуна» (2002).